# Novembre 2005 en sport
Cette page concerne l'actualité sportive du mois de novembre 2005

## Mardi1ernovembre
- Football, quatrième journée de la Ligue des champions de l'UEFA :
  - Groupe E : Schalke 04 2-0 Fenerbahçe SK;
  - Groupe E : PSV Eindhoven 1-0 Milan AC ;
  - Groupe F : Rosenborg BK 0-2 Real Madrid  ;
  - Groupe F : Olympiakos Le Pirée 1-4 Olympique lyonnais;
  - Groupe G : Liverpool FC 3-0 RSC Anderlecht ;
  - Groupe G : Real Betis Séville 1-0 Chelsea FC ;
  - Groupe H : Inter Milan 2-1 FC Porto ;
  - Groupe H : FC Artmedia Bratislava 2-2 Rangers FC.

- Basket-ball , NBA : ouverture de la saison NBA 2005-2006.

## Mercredi2 novembre
- Football, quatrième journée de la Ligue des champions de l'UEFA :
  - Groupe A : Juventus 2-1 Bayern Munich;
  - Groupe A : FC Bruges 3-2 Rapid de Vienne;
  - Groupe B : FC Thoune 2-4 Ajax Amsterdam ;
  - Groupe B : Arsenal FC 3-0 AC Sparta Prague ;
  - Groupe C : FC Barcelone 5-0 Panathinaïkos ;
  - Groupe C : Werder Brême 4-3 Udinese Calcio  ;
  - Groupe D : Lille OSC 1-0 Manchester United FC ;
  - Groupe D : Benfica Lisbonne 0-1 Villarreal CF.

## Jeudi3 novembre
- Football, deuxième journée de la Coupe UEFA :
  - Groupe A : Hambourg SV 2-0 Viking Stavanger;
  - Groupe A : Slavia Prague 4-2 CSKA Sofia;
  - Groupe B : Brøndby IF 2-0 Maccabi Petah-Tikvah;
  - Groupe B : US Palerme 0-0 Lokomotiv Moscou;
  - Groupe C : RC Lens 5-0 Halmstads BK;
  - Groupe C : UC Sampdoria Gênes 0-0 Steaua Bucarest ;
  - Groupe D : Middlesbrough FC 3-0 Dniepr Dniepropetrovsk;
  - Groupe D : Litex Lovetch 2-1 Grasshopper-Club Zurich;
  - Groupe E : Étoile Rouge de Belgrade 1-2 FC Bâle;
  - Groupe E : RC Strasbourg 2-0 Tromsø IL;
  - Groupe F : Levski Sofia 1-0 Dinamo Bucarest;
  - Groupe F : SC Heerenveen 0-0 CSKA Moscou;
  - Groupe G : FC Rapid Bucarest 2-0 Stade rennais ;
  - Groupe G : VfB Stuttgart 0-2 Shakhtar Donetsk;
  - Groupe H : Bolton Wanderers 1-0 Zénith Saint-Pétersbourg;
  - Groupe H : FC Séville 3-0 Besiktas JK.

## Vendredi4 novembre
- Patinage artistique, Cup of China : le couple Maria Petrova et Aleksey Tikhonov (RUS) remporte ce grand prix ISU devant Qing Pang et Jian Tong (CHN) et Dorota Zagórska et Mariusz Siudek (POL).

## Samedi5 novembre
- Rugby à XV, tournée d'automne : victoire de l'équipe de France sur l'Australie par 26 à 16 au Stade-Vélodrome de Marseille. Dans les autres rencontres, victoire des Blacks sur les gallois à Cardiff par 41 à 3 et des Boks sur l'Argentine à Buenos Aires par 34 à 23.

- Rugby à XIII, Coupe d'Europe des nations : l'équipe de France remporte son septième titre européen en écartant en finale le Pays de Galles, 38-16.

- Patinage artistique, Cup of China :
  - Hommes : Emanuel Sandhu (CAN) remporte ce grand prix ISU devant Stephane Lambiel (SUI) et Andrei Griazev (RUS)
  - Dames : Irina Sloutskaïa (RUS) remporte ce grand prix ISU devant Mao Asada (JPN) et Shizuka Arakawa (JPN)
  - Danse sur glace : Tatiana Navka et Roman Kostomarov (RUS) remportent ce grand prix ISU devant Galit Chait et Sergei Sakhnovski (ISR) et Megan Wing et Aaron Lowe (CAN)

## Dimanche6 novembre
- Athlétisme, marathon : victoire du Kényan Paul Tergat lors du marathon de New-York. Chez les femmes, victoire de la Lettonne Jelena Prokopcuka.

- Motocyclisme, Grand Prix de Valence, dernier de la saison :
  - 125cm³ : victoire du Finlandais Mika Kallio, le titre revient au Suisse Thomas Lüthi.
  - 250cm³ : victoire de l'Espagnol Daniel Pedrosa qui remporte également le titre mondial.
  - Moto GP : victoire de l'Italien Marco Melandri, son compatriote Valentino Rossi remporte le titre mondial.

## Mardi8 novembre
- Cyclisme, dopage : l'Espagnol Roberto Heras a été suspendu de manière préventive par son équipe Liberty Seguros à la suite d'un contrôle positif à l'EPO lors de la vingtième étape du Tour d'Espagne 2005 qu'il a remporté. Il pourrait ainsi être déclassé.

- Hockey sur glace, Coupe des nations : Suisse 1-2 Canada.

## Mercredi9 novembre
- Hockey sur glace, Coupe des nations : Allemagne 7-2 États-Unis.

## Jeudi10 novembre
- Hockey sur glace, Coupe des nations : 
  - Suisse 4-2 Slovaquie;
  - États-Unis 1-4 Canada.

## Vendredi11 novembre
- Hockey sur glace, Coupe des nations : 
  - Slovaquie 4-0 Canada ;
  - Allemagne 1-2 Suisse.

- Rugby à XV, tournée d'automne : Pays de Galles 11-10 Fidji

## Samedi12 novembre
- Football
  - Finale retour de la Ligue des champions de la CAF : les Égyptiens d'Al Ahly Le Caire s'imposent 3-0 à domicile face aux Tunisiens de l'Étoile sportive du Sahel. Après le match aller sans but, Al Ahly remporte l'épreuve. 
  - Coupe du monde 2006, matches alles des qualifications :
    - Trinité-et-Tobago 1-1 Bahreïn
    - Uruguay 1-0 Australie
    - Espagne 5-1 Slovaquie
    - Suisse 2-0 Turquie
    - Norvège 0-1 République tchèque.

- Hockey sur glace, Coupe des nations : 
  - Allemagne 0-6 Slovaquie;
  - Suisse 1-4 États-Unis.

- Rugby à XV, tournées d'automne :
  - France 50-6 Canada
  - Angleterre 26-16 Australie
  - Irlande 7-45 Nouvelle-Zélande
  - Italie 48-0 Tonga
  - Écosse 19-23 Argentine

## Dimanche13 novembre
- Rallye automobile d'Australie : le Belge François Duval remporte le dernier rallye du  Championnat du monde 2005 sur une Citroën.

- Tennis, finale du Masters de tennis féminin : la Française Amélie Mauresmo remporte la finale en battant sa compatriote Mary Pierce sur le score de 5-7 7-6 6-4.

- Hockey sur glace, Coupe des nations : 
  - Canada 4-1 Allemagne
  - États-Unis 3-2 Slovaquie.

- Football, MLS : Los Angeles Galaxy remporte le championnat MLS en s'imposant 1-0 après prolongation en finale face à New England Revolution.

## Mercredi16 novembre
- Football, matchs retour des qualifications pour la Coupe du monde 2006 :
  - Bahreïn 0-1 Trinité-et-Tobago
  - Australie 1-0 (ap, 4-2 tab) Uruguay
  - Slovaquie 1-1 Espagne
  - Turquie 4-2 Suisse
  - République tchèque 1-0 Norvège

## Jeudi17 novembre
- Rugby à XV : l'International Rugby Board confie l'organisation de la Coupe du monde 2011 à la Nouvelle-Zélande alors que le Japon faisait figure de favori.

## Vendredi18 novembre
- Voile, Transat Jacques Vabre : les Français Jean-Pierre Dick et Loïck Peyron sur leur monocoque Virbac-Paprec arrivent les premiers au port de Salvador au Brésil après 13 jours, 9 heures, 19 minutes et 2 secondes de navigation.

## Samedi19 novembre
- Rugby à XV, tournées d'automne : 
  - France 43-8 Tonga
  - Angleterre 19-23 Nouvelle-Zélande
  - Italie 22-39 Argentine
  - Irlande 14-30 Australie
  - Pays de Galles 16-33 Afrique du Sud

- Patinage artistique, trophée Eric Bompard (FRA) :
  - Hommes : Jeffrey Buttle (CAN) remporte ce grand prix ISU devant Brian Joubert (FRA) et Gheorghe Chiper (ROM)
  - Danse sur glace : Olena Hrushyna et Ruslan Honcharov (UKR) remportent ce grand prix ISU devant Isabelle Delobel et Olivier Schoenfelder (FRA) et le couple Federica Faiella et Massimo Scali (ITA)
  - Dames : Mao Asada (JPN) remporte ce grand prix ISU devant Sasha Cohen (USA) et Shizuka Arakawa (JPN)
  - Couples : Tatiana Totmianina et Maksim Marinin (RUS) remportent ce grand prix ISU devant Qing Pang et Jian Tong (CHN) et Valérie Marcoux et Craig Buntin (CAN)

- Ski de fond, Coupe du monde : à Beitostølen (Norvège), la Norvégienne Marit Bjørgen remporte le 10 km classique féminin tandis que son compatriote Tor Arne Hetland s'impose sur le 15 km classique masculin.

## Dimanche20 novembre
- Rugby à XV, tournées d'automne : Écosse 18-11 Samoa.

- Tennis, Masters de tennis masculin : 
  - Surprise à l'occasion du tournoi en simple avec la victoire de l'Argentin David Nalbandian face au Suisse Roger Federer (6-7, 6-7, 6-2, 6-1, 7-6).
  - Les Français Fabrice Santoro et Michaël Llodra s'imposent en double face à l'Indien Leander Paes et au Serbo-Monténégrin Nenad Zimonjić (6-7, 6-3, 7-6).

- Ski de fond, Coupe du monde : à Beitostølen (Norvège), l'Allemagne remporte le relais 4 × 10 km masculin devant la France et la Norvège. Chez les féminines, la Norvège s'impose devant l'Allemagne et la Finlande.

- Football, demi-finales aller de la Coupe féminine de l'UEFA : exploit de Montpellier qui bat les favorites allemandes sur leurs terres. 1.FFC Francfort 0-1 Montpellier HSC. Ludivine Diguelman marque l'unique but de la partie à la cinquantième minute. Dans l'autre demi-finale, succès à l'extérieur également pour Djurgardens IP chez les tenantes du titre, 1.FFC Turbine Potsdam (Allemagne). Menées 2-0 à 12 minutes du coup de sifflet final, les Suédoises ont inscrit trois buts en toute fin de partie!

## Mardi22 novembre
- Football, cinquième journée de la Ligue des champions de l'UEFA :
  - Groupe A : Bayern Munich 4-0 Rapid de Vienne
  - Groupe A : Juventus 1-0 FC Bruges
  - Groupe B : Ajax Amsterdam 2-1 AC Sparta Prague
  - Groupe B : FC Thoune 0-1 Arsenal FC
  - Groupe C : Panathinaïkos 1-2 Udinese Calcio
  - Groupe C : FC Barcelone 3-1 Werder Brême
  - Groupe D : Manchester United FC 0-0 Villarreal CF
  - Groupe D : Lille OSC 0-0 Benfica Lisbonne.

## Mercredi23 novembre
- Football : 
  - Cinquième journée de la Ligue des champions de l'UEFA :
    - Groupe E : Fenerbahçe SK 5-4 Milan AC;
    - Groupe E : Schalke 04 3-0 PSV Eindhoven;
    - Groupe F : Real Madrid 9-7 Olympique lyonnais ;
    - Groupe F : Rosenborg BK 1-1 Olympiakos Le Pirée ;
    - Groupe G : RSC Anderlecht 0-2 Chelsea FC ;
    - Groupe G : Liverpool FC 4-0 Real Betis Séville ;
    - Groupe H : FC Porto 2-1 Rangers FC ;
    - Groupe H : Inter Milan 4-0 FC Artmedia Bratislava.

  - Troisième journée de la Coupe UEFA : 
    - Groupe B : Lokomotiv Moscou 4-2 Brøndby IF.

## Jeudi24 novembre
- Football : troisième journée de la Coupe UEFA :
  - Groupe A : Viking Stavanger 2-2 Slavia Prague
  - Groupe A : AS Monaco 2-0 Hambourg SV
  - Groupe B : Espanyol Barcelone 1-1 US Palerme
  - Groupe C : Hertha BSC Berlin 0-0 RC Lens
  - Groupe C : Halmstads BK 1-3 UC Sampdoria Gênes
  - Groupe D : AZ Alkmaar 0-0 Middlesbrough FC
  - Groupe D : Dniepr Dniepropetrovsk 0-2 Litex Lovetch
  - Groupe E : Tromsø IL 3-1 Étoile Rouge de Belgrade
  - Groupe E : AS Rome 1-1 RC Strasbourg
  - Groupe F : CSKA Moscou 2-1 Levski Sofia
  - Groupe F : Olympique de Marseille 1-0 SC Heerenveen
  - Groupe G : PAOK Salonique 1-2 VfB Stuttgart
  - Groupe G : Shakhtar Donetsk 0-1 FC Rapid Bucarest
  - Groupe H : Vitoria Guimarães 1-1 Bolton Wanderers
  - Groupe H : Zénith Saint-Pétersbourg 2-1 FC Séville

- Gymnastique artistique, championnats du monde : le Japonais Hiroyuki Tomita gagne le titre de champion du monde du concours général devant son compatriote Hishashi Mitzutori et le Biélorusse Denis Savenkov.

## Vendredi25 novembre
- Gymnastique artistique, championnats du monde : l'Américaine Chellsie Memmel gagne le titre de championne du monde du concours général devant sa compatriote Nastia Liukin pour un millième de point. L'Australienne Monette Russo complète le podium.

- Saut à ski, Coupe du monde : le Tchèque Jakub Janda remporte le premier concours de la saison, disputé à Kuusamo en Finlande.

## Samedi26 novembre
- Biathlon, Coupe du monde 2005-2006 : le Norvégien Stian Eckhoff s'impose sur 10km sprint dans la première épreuve de la saison. Derrière Eckhoff on trouve le Français Raphaël Poirée, victime d'un incident lors de son tir debout. Les quelques secondes perdues a réparer sa carabine lui coûte la victoire. Chez les féminines, victoire sans problème pour l'Allemande Uschi Disl.

- Saut à ski, Coupe du monde : le Slovène Robert Kranjec remporte le concours de Kuusamo en Finlande.

- Cyclisme sur route : le contrôle antidopage de l'Espagnol Roberto Heras est confirmé positif après l'analyse de l'échantillon B. Ce contrôle devrait précipiter la fin de carrière de ce coureur de 31 ans. Sa victoire lors du dernier Tour d'Espagne pourrait être invalidée ; Le Russe Denis Menchov hériterait alors du gain de cette Vuelta.

- Football, demi-finales retour de la Coupe féminine de l'UEFA : Montpellier HSC 2-3 1.FFC Francfort. Les Allemandes sont qualifiées pour la finale au bénéfice de la prédominance des buts marqués à l'extérieur.

- Gymnastique artistique, Championnats du monde : le Brésilien Diego Hypolito remporte le concours au sol ; le Chinois Xiao Qin gagne au cheval d'arçons ; le Néerlandais Yuri van Gelder s'impose aux anneaux. Chez les féminines, l'Américaine Nastia Liukin enlève le titre mondial aux barres asymétriques et la Chinoise Cheng Fei gagne le concours du saut de cheval. La suite des épreuves par appareil demain.

- Rugby à XIII, Tri-nations : Équipe de Nouvelle-Zélande remporte le Tri-Nations de rugby à XIII en s'imposant 16-0 face à l'Équipe d'Australie.

- Rugby à XV, tournées d'automne : 
  - France 26-20 Afrique du Sud
  - Angleterre 40-3 Samoa
  - Irlande 43-12 Roumanie
  - Pays de Galles 24-22 Australie
  - Écosse 22-39 Nouvelle-Zélande
  - Italie 23-18 Fidji

- Ski alpin, Coupe du monde 2006 : l'autrichien Fritz Strobl remporte la première descente de la saison à Lake Louise (Canada).

- Ski de fond, Coupe du monde 2006 : l'Allemand Tobias Angerer enlève le 15 km classique à Kuusamo en Finlande. Chez les féminines, la Norvégienne Marit Bjørgen s'impose sur le 10 km classique.

## Dimanche27 novembre
- Biathlon, Coupe du monde 2005-2006 : le Norvégien Ole Einar Björndalen remporte le 12,5 km poursuite devant le Français Vincent Defrasne et le Russe Ivan Tcherezov. Chez les féminines, la Russe Olga Zaïtseva remporte la poursuite.

- Football, demi-finales retour de la Coupe féminine de l'UEFA : les tenantes du titre, 1.FFC Turbine Potsdam (Allemagne) renversent la tendance du match aller en allant chercher leur qualification pour la finale en Suède (2-5) face à Djurgardens IP. La finale des 20 et 28 mai 2006 (aller et retour) opposera donc deux clubs allemands : 1.FFC Turbine Potsdam, vainqueur en 2005 et  1.FFC Francfort, vainqueur en 2002.

- Football canadien, finale de la Coupe Grey : à Vancouver, Eskimos d'Edmonton 38-35 Alouettes de Montréal, après prolongation.

- Gymnastique artistique, Championnats du monde : le Slovène Aljaz Pegan s'impose à la barre fixe ; son compatriote Mitja Petkovsek fait de même aux barres parallèles. Le Roumain Marian Dragulescu gagne le concours de saut de cheval. À noter les deux médailles du Français Yann Cucherat : argent à la barre fixe et le bronze aux barres parallèles. Chez les féminines, l'Américaine Anastasia Liukin décroche le titre mondial à la poutre et sa compatriote Alicia Sacramone s'impose au sol.

- Jeux olympiques d'hiver de 2006 2006 : la flamme olympique a été allumée à Olympie (Grèce) et commence son parcours vers Turin. L'ouverture des jeux est prévue dans 75 jours.

- Ski alpin, Coupe du monde : le Norvégien Aksel Lund Svindal remporte le super G de Lake Louise devant l'Autrichien Benjamin Raich et l'Américain Daron Rahlves.

- Ski de fond, Coupe du monde 2006 : le Norvégien Tore Ruud Hofstad remporte le 15 km style libre à Kuusamo (Finlande) devant le Français Vincent Vittoz et l'Allemand Angerer Tobias. Chez les féminines la Tchèque Kateřina Neumannová s'impose sur 10 km style libre.

## Lundi28 novembre
- Football : sans surprise, le Brésilien Ronaldinho est désigné Ballon d'or France football 2005, cinquantième du nom.
- Cyclisme : l'Équipe cycliste AG2R Prévoyance est promue dans le ProTour.

## Mardi29 novembre
- Biathlon, Coupe du monde 2005-2006 : la Norvège remporte le premier relais de la saison devant la Russie et la France. Chez les féminines, victoire de la Norvège devant la France et la Russie.

## Mercredi30 novembre
- Football, quatrième journée de la Coupe UEFA :
  - Groupe A : Slavia Prague 0-2 AS Monaco;
  - Groupe A : CSKA Sofia 2-0 Viking Stavanger;
  - Groupe B : Brøndby IF 1-1 Espanyol Barcelone;
  - Groupe B : Maccabi Petah-Tikvah 0-4 Lokomotiv Moscou;
  - Groupe C : UC Sampdoria Gênes 0-0 Hertha BSC Berlin;
  - Groupe C : Steaua Bucarest 3-0 Halmstads BK;
  - Groupe D : Grasshopper-Club Zurich 2-3 Dniepr Dniepropetrovsk;
  - Groupe D : PFK Litex Lovetch 0-2 AZ Alkmaar.